# Riefenstahl (Band)
Riefenstahl ist eine deutsche Neue-Deutsche-Härte-Band aus Hannover.

## Geschichte
Riefenstahl wurde 2002 von dem Gitarristen Ralph Laskowski, dem Sänger Jens „Centurio“ Esch und dem Schlagzeuger Sven Petersen gegründet. In dieser Besetzung traten Riefenstahl bei der Musikmesse 2003 in Frankfurt zum ersten Mal vor internationalem Publikum auf. Im September 2004 stellte sich die Band auch erfolgreich auf der PopKomm in Berlin den Medien vor und erhielt ausgezeichnete internationale und nationale Kritiken. Ein Jahr später schloss sich Daniel Peschel der Band an, 2005 veröffentlichte Riefenstahl ihr Debütalbum Seelenschmerz in Deutschland, ein Jahr später in Europa und weltweit. Seit April 2006 ist Riefenstahl Botschafter des Kronos e.V., der sich gegen Kindesmissbrauch engagiert. Das zweite Album Instinkt wurde 2007 veröffentlicht, direkt nach den Aufnahmen verließ Sven Petersen die Band und wurde durch Gregor Heise ersetzt.
2008 musste Gregor Heise die Band verlassen. Von 2009 bis 2011 war der brasilianische Schlagzeuger Tiago „Shade“ Saldanha Mitglied der Band. Mit ihm arbeiteten sie am dritten Album.

## Diskografie
Alben
- 2005: Seelenschmerz
- 2007: Instinkt
- 2011: Triumph